# Damernas skicross i freestyle vid olympiska vinterspelen 2010
Damernas skicross vid olympiska vinterspelen 2010 i Vancouver, Kanada hölls den 23 februari vid Cypress Bowl Ski Area. 

## Medaljörer
| Gren     | Guld                  | Silver               | Brons                  |
| Skicross | Ashleigh McIvor (CAN) | Hedda Berntsen (NOR) | Marion Josserand (FRA) |

## Resultat

### Kval
| Placering | Bib | Namn                     | Land           | Tid     | Noteringar |
| --------- | --- | ------------------------ | -------------- | ------- | ---------- |
| 1         | 11  | Anna Holmlund            | Sverige        | 1:17,15 | Q          |
| 2         | 16  | Ashleigh McIvor          | Kanada         | 1:17,17 | Q          |
| 3         | 6   | Fanny Smith              | Schweiz        | 1:17,38 | Q          |
| 4         | 7   | Kelsey Serwa             | Kanada         | 1:17,94 | Q          |
| 5         | 28  | Hedda Berntsen           | Norge          | 1:17,96 | Q          |
| 6         | 5   | Ophélie David            | Frankrike      | 1:18,14 | Q          |
| 7         | 20  | Anna Wörner              | Tyskland       | 1:18,45 | Q          |
| 8         | 1   | Karin Huttary            | Österrike      | 1:18,84 | Q          |
| 9         | 12  | Katrin Müller            | Schweiz        | 1:18,92 | Q          |
| 10        | 10  | Danielle Poleschuk       | Kanada         | 1:19,02 | Q          |
| 11        | 19  | Magdalena Iljans         | Sverige        | 1:19,05 | Q          |
| 12        | 4   | Marte Hoeie Gjefsen      | Norge          | 1:19,30 | Q          |
| 13        | 13  | Marion Josserand         | Frankrike      | 1:19,42 | Q          |
| 14        | 14  | Julia Murray             | Kanada         | 1:19,54 | Q          |
| 15        | 25  | Jenny Owens              | Australien     | 1:19,80 | Q          |
| 16        | 8   | Sasa Faric               | Slovenien      | 1:20,01 | Q          |
| 17        | 27  | Katya Crema              | Australien     | 1:20,19 | Q          |
| 18        | 29  | Julie Jensen             | Norge          | 1:20,23 | Q          |
| 19        | 23  | Heidi Zacher             | Tyskland       | 1:20,35 | Q          |
| 20        | 17  | Sophie Fjellvang-Sølling | Danmark        | 1:20,41 | Q          |
| 21        | 26  | Noriko Fukushima         | Japan          | 1:20,56 | Q          |
| 22        | 21  | Katrin Ofner             | Österrike      | 1:20,61 | Q          |
| 23        | 18  | Andrea Limbacher         | Österrike      | 1:20,86 | Q          |
| 24        | 2   | Julia Manhard            | Tyskland       | 1:21,10 | Q          |
| 25        | 9   | Katharina Gutensohn      | Österrike      | 1:21,26 | Q          |
| 26        | 32  | Karolina Riemen          | Polen          | 1:21,36 | Q          |
| 27        | 15  | Gro Kvinlog              | Norge          | 1:21,93 | Q          |
| 28        | 31  | Chloe Georges            | Frankrike      | 1:22,03 | Q          |
| 29        | 22  | Franziska Steffen        | Schweiz        | 1:22,32 | Q          |
| 30        | 24  | Mitchey Greig            | Nya Zeeland    | 1:22,52 | Q          |
| 31        | 33  | Rocío Delgado            | Spanien        | 1:22,67 | Q          |
| 32        | 30  | Yulia Livinskaya         | Ryssland       | 1:22,83 | Q          |
| 33        | 35  | Ruxandra Nedelcu         | Rumänien       | 1:23,04 |            |
| 34        | 34  | Sarah Sauvey             | Storbritannien | 1:24,52 |            |
| 35        | 3   | Sanna Lüdi               | Schweiz        | 1:32,87 |            |

### Elimineringsrunda

#### 1/8-final
| Placering | Bib | Namn             | Land      | Noteringar |
| --------- | --- | ---------------- | --------- | ---------- |
| 1         | 1   | Anna Holmlund    | Sverige   | Q          |
| 2         | 16  | Sasa Faric       | Slovenien | Q          |
| 3         | 24  | Julia Manhard    | Tyskland  |            |
| 4         | 32  | Yulia Livinskaya | Ryssland  | DNF        |

| Placering | Bib | Namn                | Land       | Noteringar |
| --------- | --- | ------------------- | ---------- | ---------- |
| 1         | 8   | Karin Huttary       | Österrike  | Q          |
| 2         | 17  | Katya Crema         | Australien | Q          |
| 3         | 25  | Katharina Gutensohn | Österrike  |            |
| 4         | 9   | Katrin Müller       | Schweiz    | DNF        |

| Placering | Bib | Namn             | Land      | Noteringar |
| --------- | --- | ---------------- | --------- | ---------- |
| 1         | 6   | Ophélie David    | Frankrike | Q          |
| 2         | 11  | Magdalena Iljans | Sverige   | Q          |
| 3         | 27  | Gro Kvinlog      | Norge     |            |
| 4         | 19  | Heidi Zacher     | Tyskland  |            |

| Placering | Bib | Namn              | Land      | Noteringar |
| --------- | --- | ----------------- | --------- | ---------- |
| 1         | 4   | Kelsey Serwa      | Kanada    | Q          |
| 2         | 13  | Marion Josserand  | Frankrike | Q          |
| 3         | 21  | Noriko Fukushima  | Japan     |            |
| 4         | 29  | Franziska Steffen | Schweiz   | DNF        |

| Placering | Bib | Namn           | Land        | Noteringar |
| --------- | --- | -------------- | ----------- | ---------- |
| 1         | 3   | Fanny Smith    | Schweiz     | Q          |
| 2         | 14  | Julia Murray   | Kanada      | Q          |
| 3         | 22  | Katrin Ofner   | Österrike   |            |
| 4         | 30  | Michelle Greig | Nya Zeeland |            |

| Placering | Bib | Namn                     | Land      | Noteringar |
| --------- | --- | ------------------------ | --------- | ---------- |
| 1         | 5   | Hedda Berntsen           | Norge     | Q          |
| 2         | 12  | Marte Hoeie Gjefsen      | Norge     | Q          |
| 3         | 20  | Sophie Fjellvang-Sølling | Danmark   |            |
| 4         | 28  | Chloe Georges            | Frankrike |            |

| Placering | Bib | Namn               | Land     | Noteringar |
| --------- | --- | ------------------ | -------- | ---------- |
| 1         | 18  | Julie Jensen       | Norge    | Q          |
| 2         | 26  | Karolina Riemen    | Polen    | Q          |
| 3         | 10  | Danielle Poleschuk | Kanada   |            |
| 4         | 7   | Anna Wörner        | Tyskland | DNF        |

| Placering | Bib | Namn             | Land       | Noteringar |
| --------- | --- | ---------------- | ---------- | ---------- |
| 1         | 2   | Ashleigh McIvor  | Kanada     | Q          |
| 2         | 15  | Jenny Owens      | Australien | Q          |
| 3         | 31  | Rocío Delgado    | Spanien    |            |
| 4         | 23  | Andrea Limbacher | Österrike  | DNF        |

#### 1/4-final
| Placering | Bib | Namn          | Land       | Noteringar |
| --------- | --- | ------------- | ---------- | ---------- |
| 1         | 8   | Karin Huttary | Österrike  | Q          |
| 2         | 1   | Anna Holmlund | Sverige    | Q          |
| 3         | 17  | Katya Crema   | Australien |            |
| 4         | 16  | Sasa Faric    | Slovenien  |            |

| Placering | Bib | Namn             | Land      | Noteringar |
| --------- | --- | ---------------- | --------- | ---------- |
| 1         | 4   | Kelsey Serwa     | Kanada    | Q          |
| 2         | 13  | Marion Josserand | Frankrike | Q          |
| 3         | 11  | Magdalena Iljans | Sverige   | DNF        |
| 4         | 6   | Ophélie David    | Frankrike | DNF        |

| Placering | Bib | Namn                | Land    | Noteringar |
| --------- | --- | ------------------- | ------- | ---------- |
| 1         | 5   | Hedda Berntsen      | Norge   | Q          |
| 2         | 3   | Fanny Smith         | Schweiz | Q          |
| 3         | 12  | Marte Hoeie Gjefsen | Norge   |            |
| 4         | 14  | Julia Murray        | Kanada  |            |

| Placering | Bib | Namn            | Land       | Noteringar |
| --------- | --- | --------------- | ---------- | ---------- |
| 1         | 2   | Ashleigh McIvor | Kanada     | Q          |
| 2         | 18  | Julie Jensen    | Norge      | Q          |
| 3         | 15  | Jenny Owens     | Australien |            |
| 4         | 26  | Karolina Riemen | Polen      |            |

#### Semifinaler
| Placering | Bib | Namn             | Land      | Noteringar |
| --------- | --- | ---------------- | --------- | ---------- |
| 1         | 8   | Karin Huttary    | Österrike | Q          |
| 2         | 13  | Marion Josserand | Frankrike | Q          |
| 3         | 4   | Kelsey Serwa     | Kanada    |            |
| 4         | 1   | Anna Holmlund    | Sverige   |            |

| Placering | Bib | Namn            | Land    | Noteringar |
| --------- | --- | --------------- | ------- | ---------- |
| 1         | 5   | Hedda Berntsen  | Norge   | Q          |
| 2         | 2   | Ashleigh McIvor | Kanada  | Q          |
| 3         | 3   | Fanny Smith     | Schweiz |            |
| 4         | 18  | Julie Jensen    | Norge   |            |

#### Final
Placering 5-8
| Placering | Bib | Namn          | Land    | Noteringar |
| --------- | --- | ------------- | ------- | ---------- |
| 5         | 4   | Kelsey Serwa  | Kanada  |            |
| 6         | 1   | Anna Holmlund | Sverige |            |
| 7         | 3   | Fanny Smith   | Schweiz |            |
| 8         | 18  | Julie Jensen  | Norge   |            |

Final
| Placering | Bib | Namn             | Land      | Noteringar |
| --------- | --- | ---------------- | --------- | ---------- |
| 1         | 2   | Ashleigh McIvor  | Kanada    |            |
| 2         | 5   | Hedda Berntsen   | Norge     |            |
| 3         | 13  | Marion Josserand | Frankrike |            |
| 4         | 8   | Karin Huttary    | Österrike |            |